# Liste der Baudenkmäler in Ensdorf (Saar)
In der Liste der Baudenkmäler in Ensdorf sind alle Baudenkmäler der saarländischen Gemeinde Ensdorf und ihrer Ortsteile aufgelistet. Grundlage ist die Veröffentlichung der Landesdenkmalliste im Amtsblatt des Saarlandes vom 22. Dezember 2004 und die aktuelle Teildenkmalliste des Landkreises Saarlouis in der Fassung vom 9. August 2017.

## Liste
| Bild                           | Bezeichnung                            | Lage                          | Datierung | Beschreibung |
| ------------------------------ | -------------------------------------- | ----------------------------- | --------- | --- |
| weitere Bilder Fotos hochladen | Ensemble Schachtanlage Duhamel         | Provinzialstraße (Karte)      | 1913      | Das Ensemble teilt sich in die folgenden Objekte auf: - Ein erster Schacht des einstigen Bergwerks Ensdorf wurde 1826 abgeteuft. 1913 wurde von der preußischen Grubenverwaltung dann der Schacht Duhamel abgeteuft, ab 1925 wurde das Bergwerk selbstständig. Ein großer Teil der noch erhaltenen Tagesanlagen stammt aus den Jahren 1917/18. - Provinzialstraße, Fördergerüst, 1917 (Ensemblebestandteil): Das Fördergerüst von 1917 ist nahezu im Originalzustand erhalten und typisch für Fördergerüste bis in die 1930er-Jahre. - Provinzialstraße, Fördermaschinenhaus mit Dampffördermaschinen, 1917/18 Maschinenhaus, 1918 und 1936 Dampffördermaschinen (Ensemblebestandteil): Das Fördermaschinenhaus besitzt zwei Seitenflügel mit Rundbogenfenstern und einen vorspringen Mittelrisalit mit turmartiger Dachkonstruktion. - Provinzialstraße, Kompressorenhalle, 1917–1918 (Ensemblebestandteil): Die Fassade der Kompressorenhalle gliedert sich in Rundbogenfenster, Lisenen und Friese. Nachdem die Halle nicht mehr für die Unterbringung von Kompressoren nötig war, diente sie als Werkstatt. - Provinzialstraße, Zechenhaus, 1924 (Ensemblebestandteil): Das Zechenhaus wurde 1924 von der französischen Grubenverwaltung erbaut. Nur die neoklassizistische Fassade mit Portikus ist im Originalzustand erhalten. |
| Fotos hochladen                | Stollenmundloch des Ensdorfer Stollens | Prälat-Anheier-Straße (Karte) | 1833      | Der 2350 Meter lange Ensdorfer Stollen wurde 1833 als Verbindungsstollen zwischen der Grube in Schwalbach und der Schiffsverladestelle am Ufer der Saar angelegt und 1910 aufgelassen. Das Stollenmundloch stammt aus dem Jahr 1833 und ist in Sandstein ausgeführt. Es gilt als älteste erhaltene Stolenmundlocharchitektur an der Saar. |
| Fotos hochladen                | Rathaus                                | Provinzialstraße 101 (Karte)  | 1935      | Das Gebäude mit flachem Walmdach wurde um 1935 erbaut. Der dreigeschossige Sandsteinbau besitzt neun Fensterachsen. Die mittleren drei sind in einem Risaliten untergebracht. Das schlichte Portal wird von einem Söller mit vier quadratischen schmalen Säulen überdacht, der im 1. Obergeschoss einen Balkon bildet. Der Mittelrisalit endet in einem gestuften Giebel mit Uhr, der über die Traufkante hinaus ins Dach ragt. Im Süden befindet sich ein zweiachseiger Anbau mit Eingangsarkade an der südwestlichen Ecke und einem Treppenhausturm. Die Rückseite des Gebäudes mit rustiziertem Sockelgeschoss ist verputzt. Über den mittleren drei Achsen erhebt sich hier ein Zwerchhaus. Im 1. Obergeschoss befinden sich drei Rundfenster. |
| Fotos hochladen                | Wohnhaus mit Arztpraxis                | Provinzialstraße 103 (Karte)  | 1927      | 1927 von Otto Zollinger erbaut. |
| weitere Bilder Fotos hochladen | Pfarrkirche St. Marien                 | Provinzialstraße 117 (Karte)  | 1863–1868 | St. Marien wurde in den Jahren 1863 bis 1868 nach Plänen des Architekten Alexander Franz Himpler. 935 wurde die Kirche von Ludwig Becker und Anton Falkowski erweitert und der Chorumgestaltet. Die Kreuzbasilika wurde im Stil der Neuromanik errichtet. Das Langhaus ist in ein Mittelschiff und zwei Seitenschiffe untergliedert und besitzt drei Joche. An das Langhaus schließt sich ein Querhaus an, daran der Chor. |
| Fotos hochladen                | Berginspektionsgebäude                 | Provinzialstraße 189 (Karte)  | um 1900   | |
| Fotos hochladen                | Berginspektionsgebäude                 | Provinzialstraße 191 (Karte)  | um 1890   | |